# Andreea Bollengier
Andreea Bollengier, née Sasu-Ducșoară, est une joueuse d'échecs franco-roumaine née le 17 mai 1975 à Brașov et morte le 28 mai 2021 à Talence.

## Biographie et carrière
Championne de Roumanie des moins de seize ans et maître international féminin depuis 2000, Andreea Bollengier représenta la Roumanie lors de l'olympiade féminine d'échecs de 2000.
En France, elle remporte le championnat de France accession féminine en 2010, puis termine troisième du championnat de France d'échecs en 2011 et deuxième (médaille d'argent) en 2014. Elle représente la France lors de l'olympiade féminine de 2012 à Istanbul où l'équipe de France féminine finit septième. 
Elle meurt le  le 28 mai 2021 à Talence,.
D'origine roumaine (elle possédait la double nationalité), elle tenait sa passion de son père, joueur d'échecs et Maître FIDE. 
Andreea Bollengier a beaucoup œuvré pour le développement du jeu d'échecs, en particulier pour les jeunes filles. Responsable du secteur féminin en Midi-Pyrénées, elle a créé un tournoi pour les jeunes joueuses. Elle donnait également des cours au club d'échecs de Colomiers en Haute-Garonne.
Au 1er décembre 2017, elle était la cinquième joueuse française avec un classement Elo de 2 260 points.